# Bez prądu (album Skawalkera)
Bez prądu – trzeci i ostatni album zespołu Skawalker, wydany w 1994 roku.
Płyta ukazała się w limitowanej serii 1000 egzemplarzy, (teoretycznie) każdy z nich został podpisany przez muzyków z zespołu. Nagrania dokonano w studiu Radia Łódź. Foto: Jacek Piotrowski. Projekt: Agnieszka Wójkowska.

## Lista utworów
1. „Tylko ja i ty mamy teraz swój czas” (muz. Grzegorz Skawiński, sł. Waldemar Tkaczyk)
2. „Hotel twoich snów” (muz. Grzegorz Skawiński, sł. Marek Dutkiewicz)
3. „Łamie się świat” (muz. Grzegorz Skawiński, sł. Jacek Cygan)
4. „Historia jednej znajomości” (muz. Krzysztof Klenczon, sł. Jerzy Kossela)
5. „Joyeux Nöel” (muz. Grzegorz Skawiński)
6. „Raz na całe życie” (muz. Grzegorz Skawiński, sł. Waldemar Tkaczyk)
7. „Little Wing” (muz. i sł. Jimi Hendrix)
8. „Hej Rock’n’roll” (trad.)
9. „Moonlight II” (muz. Grzegorz Skawiński)

## Muzycy
- Grzegorz Skawiński – gitara, śpiew
- Waldemar Tkaczyk – gitara basowa
- Zbigniew Kraszewski – perkusja

gościnnie
- Mariusz Zaczkowski – instrumenty klawiszowe